# Sphingonotus brackensis
Sphingonotus brackensis är en insektsart som beskrevs av Usmani 2008. Sphingonotus brackensis ingår i släktet Sphingonotus och familjen gräshoppor. Inga underarter finns listade i Catalogue of Life.